# Костянтинівська сільська рада (Миколаївський район)
Костянти́нівська сільська́ ра́да — орган місцевого самоврядування Костянтинівської сільської громади в Миколаївському районі Миколаївської області.

## Склад ради
Рада складалася з 12 депутатів та голови.
- Голова ради: Паєнтко Антон Миколайович
- Секретар ради: Панченко Тетяна Володимирівна

### Керівний склад попередніх скликань
| Прізвище, ім'я, по батькові      | Основні відомості                                                                       | Дата обрання | Дата звільнення |
| -------------------------------- | --------------------------------------------------------------------------------------- | ------------ | --------------- |
| Алєксєєв Олександр Олександрович | Сільський голова, 1950 року народження, член Комуністичної партії України               | 26.03.2006   | 31.10.2010      |
| Паєнтко Антон Миколайович        | Сільський голова, 1959 року народження, освіта середня спеціальна, член Партії регіонів | 31.10.2010   |                 |

Примітка: таблиця складена за даними сайту Верховної Ради України

## Населення
За переписом населення України 2001 року в сільській раді мешкало 837 осіб.

### Мова
Розподіл населення за рідною мовою за даними перепису 2001 року:
| Мова       | Відсоток |
| ---------- | -------- |
| українська | 92,35 %  |
| російська  | 6,57 %   |
| білоруська | 0,84 %   |
| молдовська | 0,12 %   |